# Otto Rippert
Otto Rippert, né à Offenbach-sur-le-Main le 22 octobre 1869 et mort à Berlin le 18 janvier 1940 , est un acteur de théâtre et un réalisateur allemand du cinéma muet.

## Biographie
Otto Rippert naît le 22 octobre 1869 à Offenbach-sur-le-Main.
Venu du théâtre, Otto Rippert réalise dès les années 1910 des films importants, dont la série de science-fiction Homunculus qui préfigurait l'expressionnisme au cinéma. Il fut également le réalisateur d'un film majeur sorti en 1919 : La Peste à Florence.
Il cesse de réaliser des films après 1924 pour se consacrer essentiellement au théâtre, y compris sous le Troisième Reich.
Otto Rippert meurt à Berlin le 18 janvier 1940 à l’âge de 70 ans.

## Filmographie

### Comme acteur
- 1912 : In Nacht und Eis de Mime Misu

### Comme réalisateur
Ses principales réalisations sont Homunculus, un serial de science-fiction, et La Peste à Florence, un film historique écrit par Fritz Lang.
- 1913 : Zwischen Himmel und Erde
- 1913 : Mannequins
- 1913 : Wie die Blätter
- 1913 : Surry der Steher
- 1916 : Friedrich Werders Sendung
- 1916 : Homunculus, première partie
- 1916 : Homunculus, deuxième partie : Das geheimnisvolle Buch
- 1916 : Homunculus, troisième partie : Die Liebeskomödie des Homunculus
- 1916 : Homunculus, quatrième partie : Die Rache des Homunculus
- 1916 : Homunculus, cinquième partie : Die Vernichtung der Menschheit
- 1916 : Homunculus, sixième partie : Das Ende des Homunculus
- 1916 : BZ-Maxe & Co.
- 1916 : Der Tod des Erasmus
- 1917 : Das Buch des Lasters
- 1917 : Der Schwur der Renate Rabenau
- 1917 : Wer küßt mich?
- 1917 : Wenn die Lawinen stürzen
- 1917 : Das Mädel von nebenan
- 1917 : Der Fremde
- 1917 : Und wenn ich lieb' nimm dich in acht...!
- 1917 : Die Tochter der Gräfin Stachowska
- 1917 : Die gute Partie
- 1918 : Die Krone des Lebens
- 1918 : Der Weg, der zur Verdammnis führt, première partie : Das Schicksal der Aenne Wolter
- 1918 : Das Glück der Frau Beate
- 1918 : Baroneßchen auf Strafurlaub
- 1918 : Arme Lena
- 1918 : Heide-Gretel
- 1918 : Das verwunschene Schloß
- 1918 : Die fromme Helene
- 1918 : Inge
- 1919 : Die Frau mit den Orchideen
- 1919 : Der Weg, der zur Verdammnis führt, deuxième partie : Hyänen der Lust
- 1919 : Hotel Wasserhose
- 1919 : La Peste à Florence (Die Pest in Florenz)
- 1919 : Der Totentanz
- 1920 : Gräfin Walewska
- 1920 : Der Menschheit Anwalt
- 1920 : Schatten einer Stunde
- 1920 : Wie Satan starb
- 1921 : Teufelchen
- 1921 : Aschermittwoch
- 1921 : Susanne Stranzky
- 1921 : Die Abenteuer der schönen Dorette
- 1922 : Die Beute der Erinnyen
- 1922 : Tingeltangel
- 1923 : Die brennende Kugel
- 1924 : Winterstürme
- 1925 : Die Tragödie zweier Menschen